# St. Korbinian (Unterhaching)

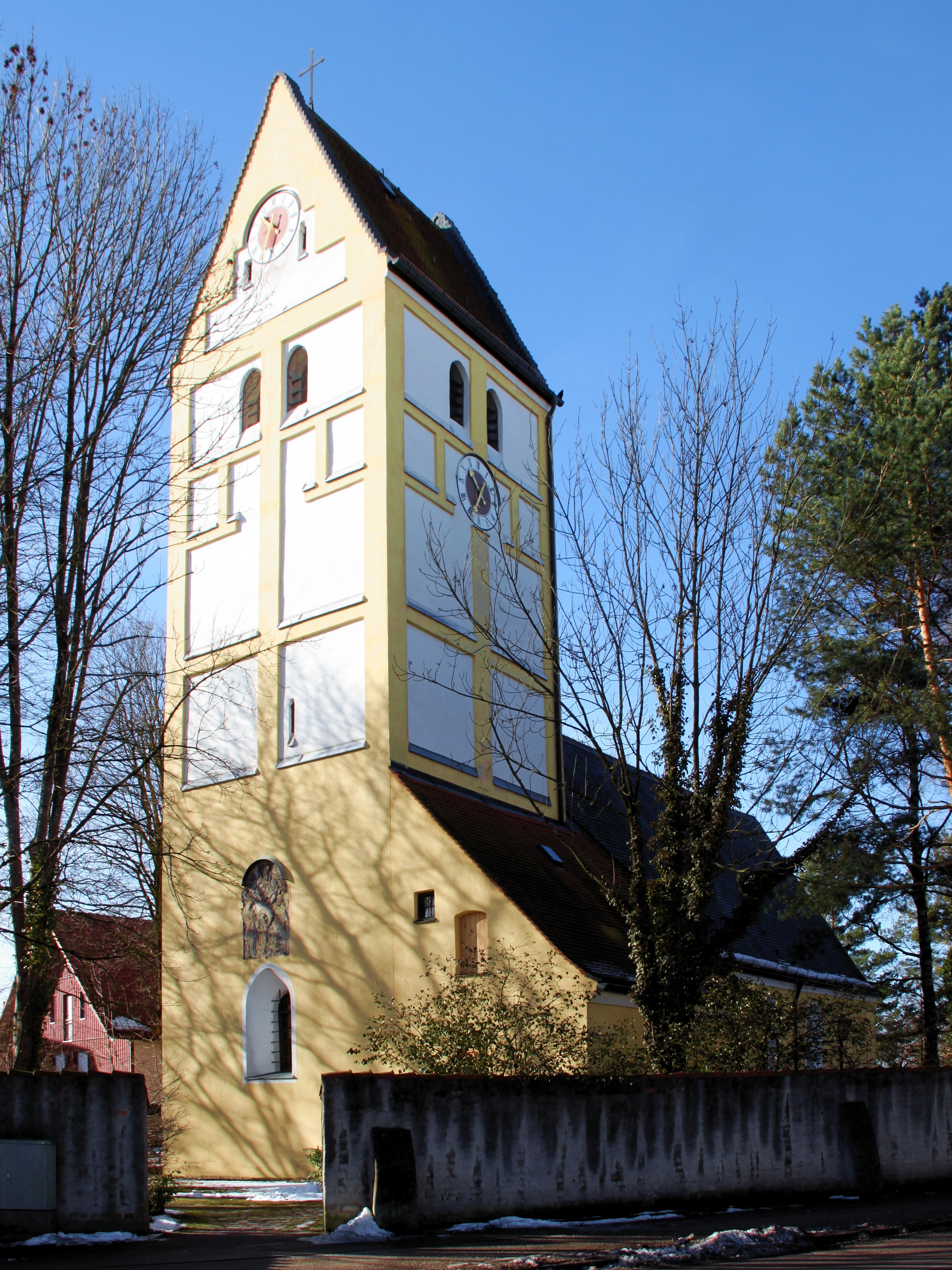
St. Korbinian (Ansicht von Nordosten)

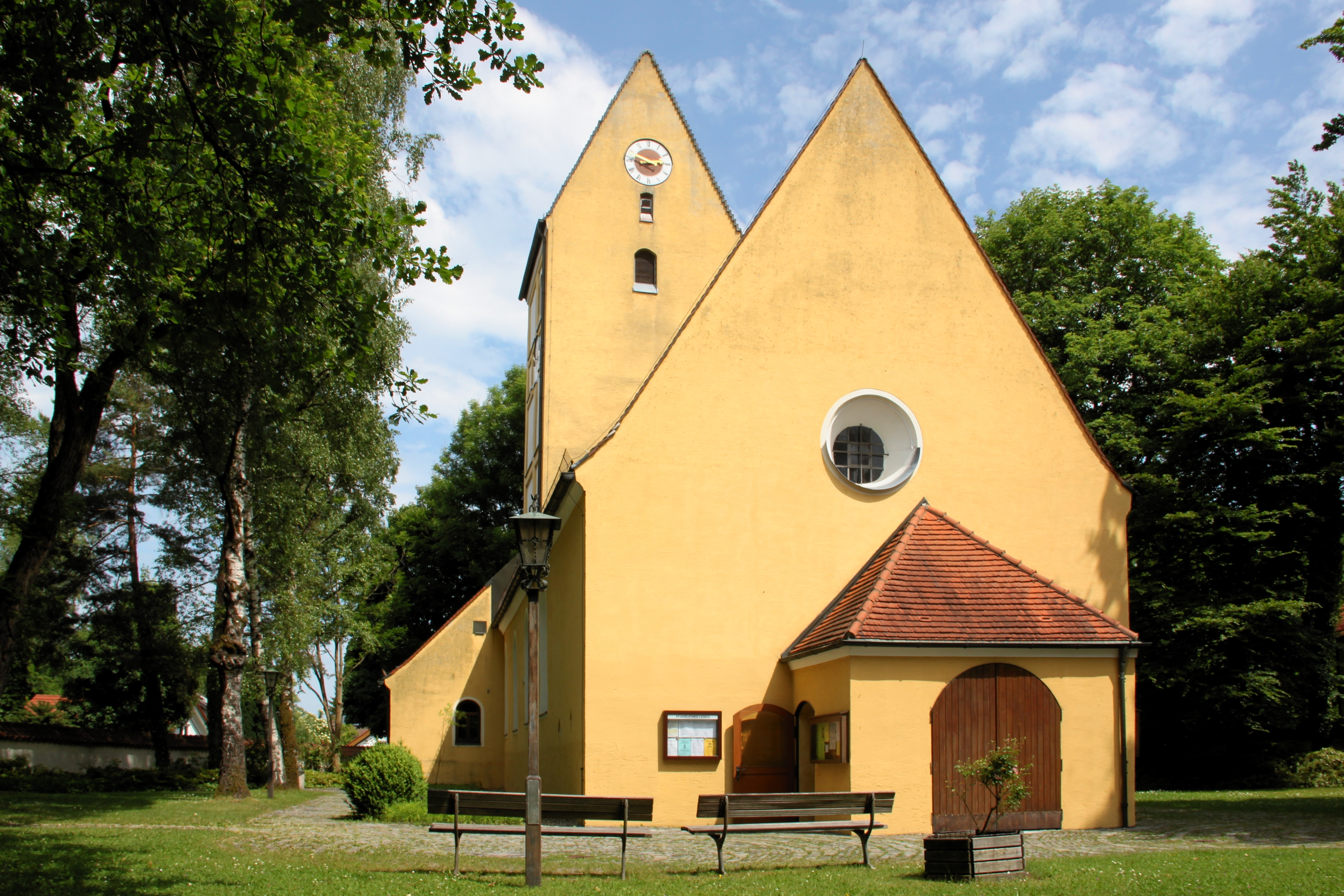
St. Korbinian (Ansicht von Westen)

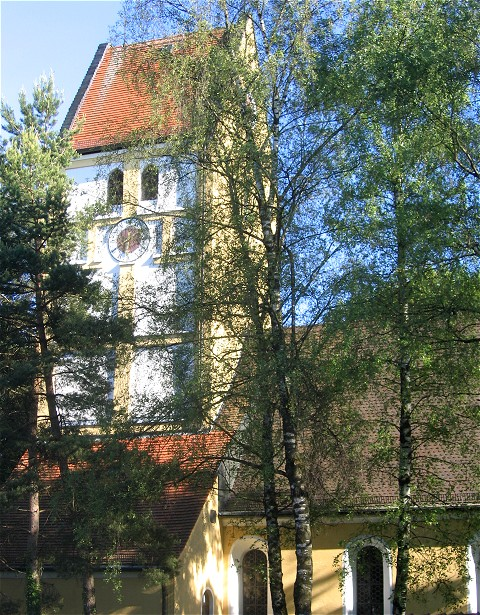
St. Korbinian (Ansicht von Norden)

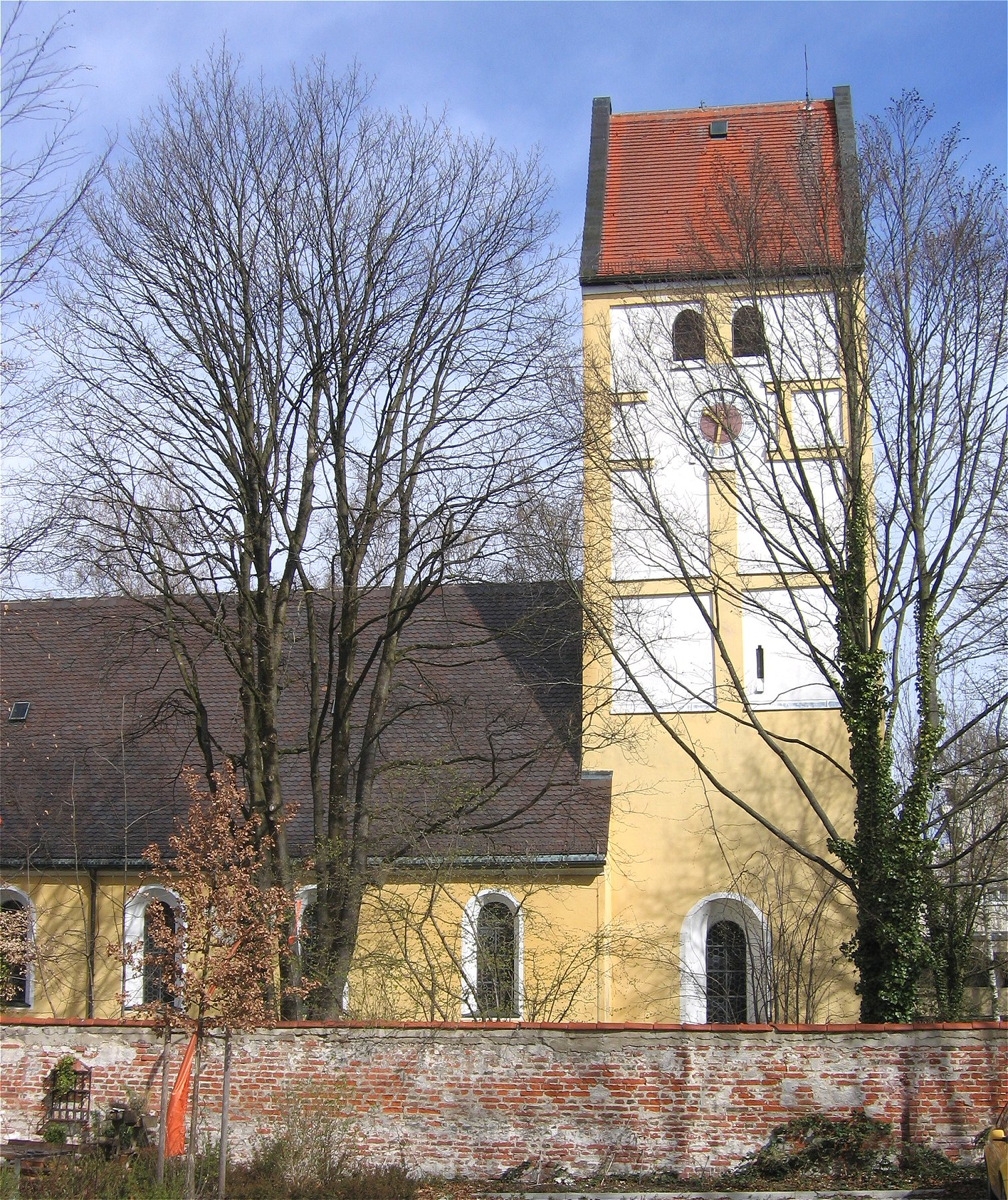
St. Korbinian (Ansicht von Süden)

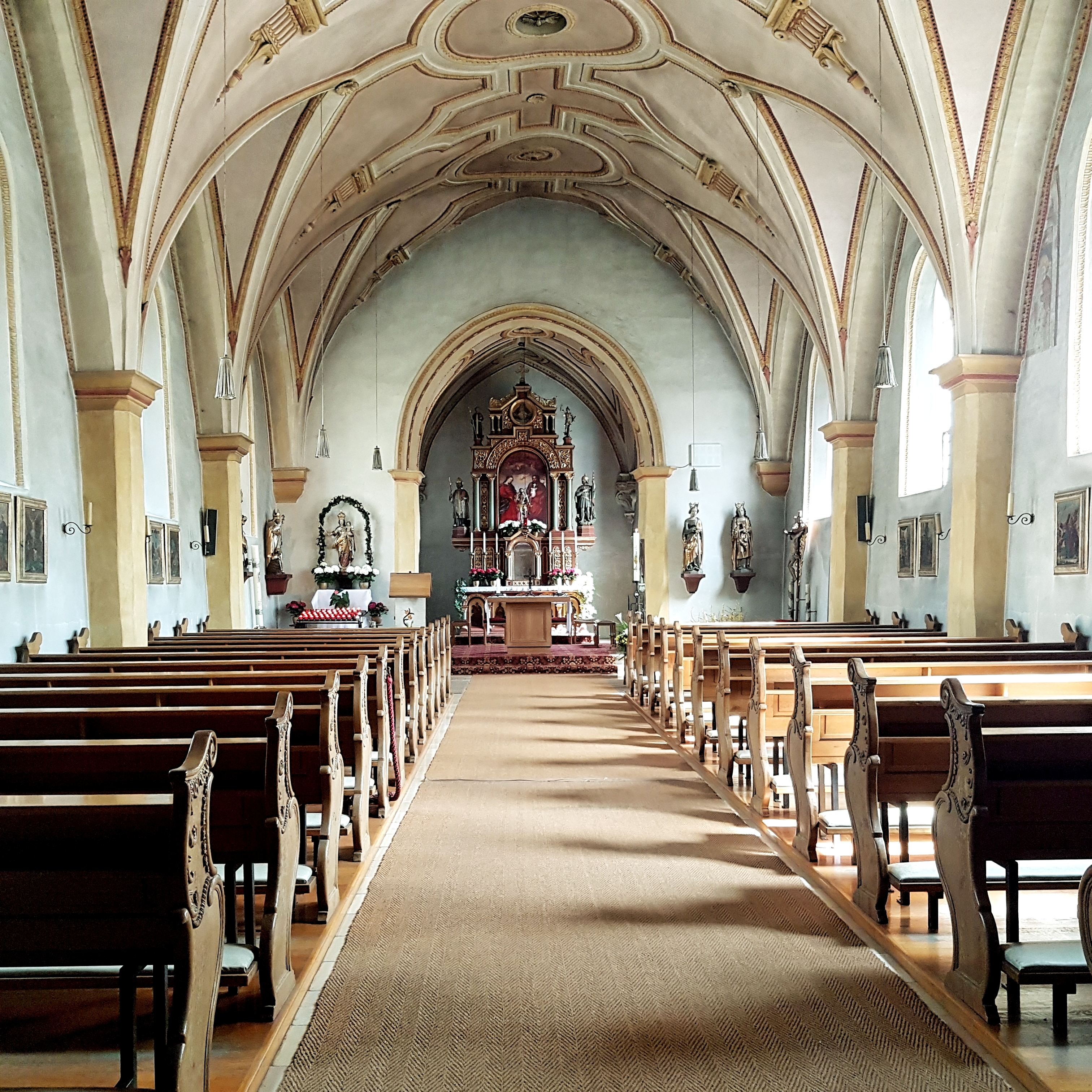
Innenraum mit Blick zum Altar

Die Pfarrkirche St. Korbinian ist eine um 1310 aus Ziegelsteinen im romanischen Baustil errichtete katholische Chorturmkirche in Unterhaching.

## Geschichte
Die Kirche war zunächst Teil der Hachinger Urpfarrei St. Stephan in Oberhaching. Geweiht wurde sie der Gottesmutter Maria (Zu Unserer Lieben Frau). Um 1500 wurde das Kirchenschiff verlängert, der Kirchturm erhöht und der Bau gotisiert, ab 1615 wurde er barockisiert. Gegen Ende des 17. Jahrhunderts war das Gnadenbild der Heiligen Familie, das sich damals im linken Seitenaltar befand, das Ziel einer regional verbreiteten Wallfahrt. 1835 wurde das Patrozinium auf den heiligen Korbinian geändert. In den Jahren von 1855 bis 1885 wurde der Kirchenbau renoviert und neuromanisch ausgestattet. 1922 wurde die Gemeinde zur Pfarrgemeinde erhoben. Das Kircheninnere wurde 1972/73 renoviert und neu gestaltet.

### Jubiläum
Der Kirchenbau wurde im Jahr 1315 erstmals schriftlich erwähnt; aus diesem Grund konnte Unterhaching im Jahr 2015 sein 700-jähriges Bestehen feiern.

## Baubeschreibung
Das Langhaus wird von einem spitzbogigen Tonnengewölbe mit fünf Jochen überspannt. Es ist 20 Meter lang (seit 1500), 8 Meter breit und 7,8 Meter hoch. Der massig wirkende, viereckige Turm mit Satteldach ist mit der Höhe von etwa 28 Metern (bis 1520: 20 Meter) prägend für das Ortsbild.

## Ausstattung
Die Stuckatur von 1615 zeigt Ornamentformen wie Perl- und Eierstab sowie Akanthusrosetten, die farbige Gestaltung des Stucks ist aus dem Jahr 1972. An der Südwand finden sich zwei Wandmalereifragmente aus dem 15. Jahrhundert, an der Nordseite eines aus der Zeit um 1575.
Der Hochaltar aus dem Jahr 1876 wurde passend zur Umgestaltung des Kircheninnern im neuromanischen Stil gebaut. Die Arbeiten führten aus der Altarbauer (und Kistler) Alois Mayer aus Weyarn, die Vergoldungen Friedrich Auracher aus München. Im linken Seitenaltar befand sich das Wallfahrtsbild der Heiligen Familie (Ein sogenannter Heiliger Wandel) von 1669. Die Bäuerin des Glonner Hofes in Unterhaching, Anna Hofberger, hat anlässlich einer Altarstiftung 1884 einen neuen linken Seitenaltar gestiftet und das Bild überholen lassen. Beide Seitenaltäre wurden von den Kistlern Griebel und Sohn aus Feldkirchen erstellt. Im Zuge der Umgestaltung 1972 wurden die Seitenaltäre entfernt. Das Wallfahrtsbild wurde als Altarbild übernommen.
Der Altar wird flankiert von Holzfiguren aus verschiedener Zeit: dem hl. Korbinian (ca. 1875), dem hl. Georg (ca. 1875), dem hl. Leonhard (2. Hälfte 17. Jh.) und dem hl. Sebastian (ca. 1720).
An der Vorderseite des ehemaligen Altartisches sind in ikonenhafter Weise von links nach rechts Mose, Petrus, Christus, Johannes der Täufer und Paulus abgebildet. Der große Kreuzchristus an der linken Wand stammt aus dem frühen 18., die barocken Engel noch aus dem 17. Jahrhundert. An der Südwand des Altarraumes befindet sich eine Grabplatte aus Rotmarmor mit der Abbildung von Niklas Zellermair, von 1586 bis 1616 Benefiziat in Unterhaching und bis 1614 Pfarrer in Oberhaching.
Seit dem Jahre 1762 werden in der Kirche auch „authentische“ Reliquien, u. a. Partikel vom Hl. Kreuz aufbewahrt.
An der Chorwand stehen drei Holzfiguren aus der Zeit von 1510 bis 1520, die dem Umfeld des Meisters von Rabenden entstammen: der hl. Silvester mit Papstkreuz, Tiara und Buch, die hl. Katharina mit Schwert, und rechts die hl. Barbara mit Kelch. Vorne rechts steht das Vortragskreuz von 1720 - 1730, eingerahmt von zwei alten Votivkerzen. Die linke stammt von 1817 und wurde von der Pfarrgemeinde Hohenbrunn geopfert. Die rechte wurde von der Pfarrei Oberhaching gestiftet, ist ebenfalls der Hl. Familie geweiht und dürfte aus etwa derselben Zeit stammen. Links vorne steht eine Holzfigur der Mutter Gottes als Patrona Bavariae (um 1700). Die 14 Kreuzwegbilder stammen spätestens von 1836. Die etwa einhundert Jahre alten farbigen Fenster wurden während der Renovierung 1972 aus Stilgründen entfernt und gegen durchsichtige Fenster ausgetauscht.
Beim Abbruch der alten Empore 1972 kam hinter der alten Holzbrüstung ein kunstgeschichtliches Juwel zum Vorschein, nämlich ein spätgotischer Fries mit fast lebensgroßen Brustbildern von Christus und seinen zwölf Aposteln aus der Zeit um 1520. Die erneuerte, betonierte Empore trägt die Orgel.

## Orgel

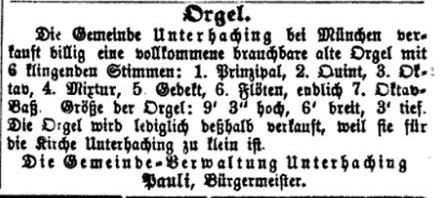
Anzeige aus dem Jahr 1872 zum Verkauf der alten Orgel durch die Gemeindeverwaltung Unterhaching

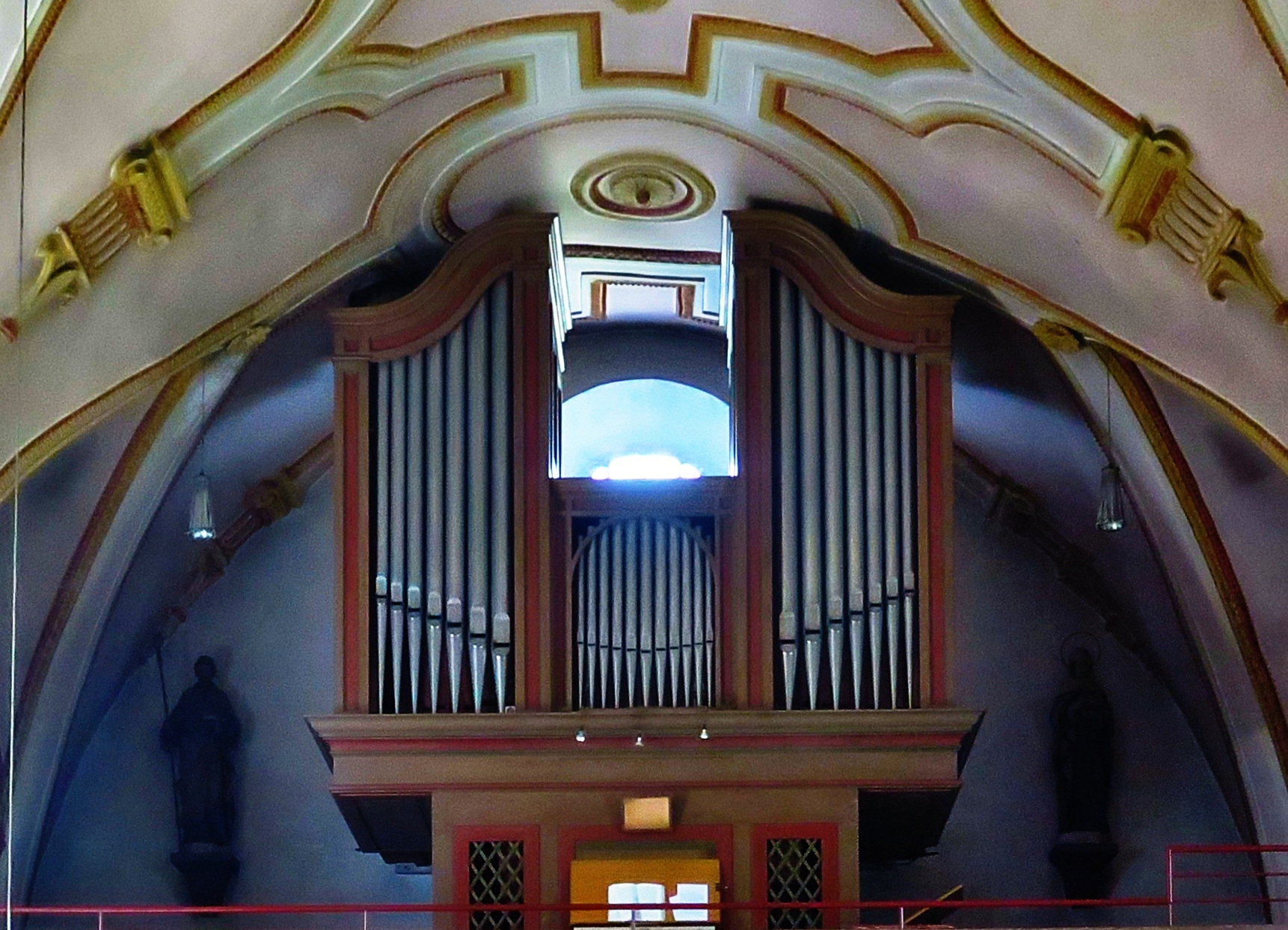
Die Sandtner-Orgel (1973)

Eine kleine Orgel „mit sechs klingenden Stimmen“ (Prinzipal, Quint, Oktav, Mixtur, Gedackt und Flöten) war in der Kirche St. Korbinian bereits vor 1872 vorhanden. Diese wurde in „vollkommen brauchbarem“ Zustand und „lediglich deshalb, weil sie für die Unterhachinger Kirche zu klein ist“, im Jahr 1872 verkauft. Die alte Orgel wurde durch ein neues Instrument ersetzt, das von den Gebrüdern Frosch aus dem Jahr 1872 stammte.
Im Jahr 1973 erbaute die Firma Orgelbau Sandtner aus Dillingen als Opus 27 eine neue Orgel für die Korbinian-Kirche. Der Prospekt und das Pfeifenwerk der alten Frosch-Orgel blieben hierbei erhalten. Das Schleifladen-Instrument hat zwölf Register auf einem Manual und Pedal sowie mechanische Spiel- und Registertrakturen. Die Disposition der Sandtner-Orgel lautet wie folgt:
| I Hauptwerk C– |        |
| Principal      | 8′     |
| Flöte          | 8′     |
| Gedackt        | 8′     |
| Octave         | 4′     |
| Flöte          | 4′     |
| Nasard         | 2 ⁄3′  |
| Flageolet      | 2′     |
| Terz (ab c)    | 1 3⁄5′ |
| Mixtur IV      | 2′     |

| Pedal C–  |     |
| Subbass   | 16′ |
| Oktavbass | 8′  |
| Nachthorn | 4′  |

- Koppeln: I/P

## Glocken
Im Diözesan-Matrikel von 1738 werden zwei Glocken erwähnt. Eine dieser Glocken, die 1559 in München gegossen wurde, ist heute noch erhalten. Sie trägt die Inschrift: „Wolfgang Stöger, goß mich in München anno 1559“. Die Glocke wiegt sieben Zentner und ist in h1 gestimmt. Die zweite Glocke hatte einen Sprung und wurde 1704 gegen eine neue ausgetauscht. Im 18. Jahrhundert kam eine dritte Glocke hinzu, die 1831 umgegossen wurde. Die beiden jüngeren Glocken wurden 1893 gegen drei neue ausgetauscht. Diese drei Glocken wurden 1942 abgeholt und eingeschmolzen. Ersatz bekam die Kirchengemeinde 1949 mit drei Gussstahlglocken, die vom Bochumer Verein gegossen worden waren. Sie bilden das Hauptgeläut, während die historische Bronzeglocke nur einzeln geläutet wird. Bis zum Jahr 1972 wurden die Glocken von Hand geläutet. Die Glockenseile hingen vom Glockenstuhl bis hinter den Hochaltar. Es konnte auch direkt vom Glockenstuhl aus geläutet werden. Im Jahr 1972 übernahm ein elektrisch gesteuertes und angetriebenes Läutwerk die Aufgabe.
Übersicht
| Nr. | Name                            | Guss-jahr | Durch-messer | Gewicht | Schlagton | Inschrift                                                     |
| --- | ------------------------------- | --------- | ------------ | ------- | --------- | ------------------------------------------------------------- |
| 1   | Jesus Maria Joseph              | 1949      | 1700 mm      | 2135 kg | d′        | Jesus Maria und Joseph steh uns bei, daß unser Ende selig sei |
| 2   | St. Korbinian                   | 1949      | 1350 mm      | 1050 kg | fis′      | St. Korbinian zu Ehren bin ich geweiht                        |
| 3   | Hl. Maria                       | 1949      | 1135 mm      | 0610 kg | a′        | Sancta Maria Ora pro nobis Deum                               |
|     |                                 |           |              |         |           |                                                               |
| 4   | Vaterunserglocke (Sterbeglocke) | 1559      |              | 0350 kg | h′        | Wolfgang Stöger goß mich in München Anno Domini 1559          |

## Friedhof
Bis zum Jahr 1917 wurden die Toten der Gemeinde um die Kirche herum bestattet. An diese Zeit erinnern noch zwei eiserne Grabkreuze im heute baumbestandenen, ehemaligen Friedhofsgelände. Das Kirchengelände wird von einer romanischen Kirchenmauer umschlossen, die Mitte der 1960er Jahre teilweise abgebaut und versetzt neu errichtet wurde.